# § 96 BVFG
Der § 96 BVFG, auch Kulturparagraf, ist ein Paragraf des Bundesvertriebenengesetzes aus dem Jahr 1953, der Bund und Länder verpflichtet, aufgrund der durch das Grundgesetz gegebenen Zuständigkeit, das Kulturgut der Vertreibungsgebiete zu erhalten. Der Paragraf bezieht sich auf die Gebiete des östlichen Europa, in denen Deutsche lebten oder noch immer leben. In der seit 1957 gültigen Fassung verpflichtet er die Bundesregierung jährlich dem Bundestag über das von ihr Veranlasste zu berichten.

## Inhalt des § 96 BVFG
In der am 27. Juli 1957 in Kraft getretenen Fassung lautet es für „§ 96 Pflege des Kulturgutes der Vertriebenen und Flüchtlinge und Förderung der wissenschaftlichen Forschung“:

„Bund und Länder haben entsprechend ihrer durch das Grundgesetz gegebenen Zuständigkeit das Kulturgut der Vertreibungsgebiete in dem Bewusstsein der Vertriebenen und Flüchtlinge, des gesamten deutschen Volkes und des Auslandes zu erhalten, Archive, Museen und Bibliotheken zu sichern, zu ergänzen und auszuwerten sowie Einrichtungen des Kunstschaffens und der Ausbildung sicherzustellen und zu fördern. Sie haben Wissenschaft und Forschung bei der Erfüllung der Aufgaben, die sich aus der Vertreibung und der Eingliederung der Vertriebenen und Flüchtlinge ergeben, sowie die Weiterentwicklung der Kulturleistungen der Vertriebenen und Flüchtlinge zu fördern. Die Bundesregierung berichtet jährlich dem Bundestag über das von ihr Veranlasste.“

In der Fassung von 1953 lautet es:

„Bund und Länder haben entsprechend ihrer durch das Grundgesetz gegebenen Zuständigkeit das Kulturgut der Vertreibungsgebiete in dem Bewusstsein der Vertriebenen und Flüchtlinge und des gesamten deutschen Volkes zu erhalten sowie Archive und Bibliotheken zu sichern, zu ergänzen und auszuwerten. Sie haben Wissenschaft und Forschung bei der Erfüllung der Aufgaben, die sich aus der Vertreibung und der Eingliederung der Vertriebenen und Flüchtlinge ergeben, zu fördern.“

## Geschichte
Seit der Urfassung von 1953 regelt das Gesetz über die Angelegenheiten der Vertriebenen und Flüchtlinge die rechtlichen Rahmenbedingungen der Wiedereingliederung von deutschen Flüchtlingen, Vertriebenen und Aussiedlern in die Bundesrepublik Deutschland. Die Deutschen der ehemaligen Ostgebiete sollten dementsprechend integriert, „aber eben nicht in einer Form assimiliert werden, dass sie als eigenständige Opfergruppe nicht mehr erkennbar gewesen wären, bedurfte es einer Förderung ihrer Kulturpflege“.
Der § 96 BVFG bildet ebendiese Grundlage für die Fördermaßnahmen des Bundes und der Länder in den Bereichen Kultur und Wissenschaft. Die Förderung erfolgt nach dem Grundsatz der Subsidiarität.
Die erste Fassung des § 96 BVFG bezog sich nur auf deutsche Vertriebene und Aussiedler, folglich auch auf die Erhaltung deutscher Kultur. Durch die vier Jahre später verabschiedete Erweiterung „in dem Bewusstsein der Vertriebenen und Flüchtlinge, des gesamten deutsche Volkes und des Auslandes“ und die bereits existierende Formulierung des „Kulturgut der Vertreibungsgebiete“, wurde die Grundlage der Kultur- und Wissenschaftsförderung in einem weiteren Rahmen gefasst und ermöglicht.
Die Urfassung vom 19. Mai 1953 wurde durch eine am 27. Juli 1957 in Kraft getretene, erweiterte Neufassung ersetzt, in der das Ausland als weiterer Adressat aufgenommen und zusätzliche Bereiche in die Förderung einbezogen wurden.
Der Paragraf wird auch „Kulturparagraph“ genannt.
Im Gegensatz zu den 50er und 60er Jahren, in denen die Förderung des Kulturgutes der ehemaligen deutschen Ostgebiete im Fokus der Arbeit lagen, wird heute mit allen östlichen Gebieten, in denen Deutsche lebten und leben, zusammengearbeitet.

## § 96 BVFG im Bund

### Oberste Zuständigkeiten
Von 1953 bis 1969 lag die Zuständigkeit auf Bundesebene beim Bundesministerium für Vertriebene, Flüchtlinge und Kriegsgeschädigte (BMVt). Nach der 1969 erfolgten Eingliederung des BMVt in das Bundesministerium des Innern (BMI) übernahm dieses die Aufgaben der Förderung. Schließlich fiel der Aufgabenbereich an den 1998 unter Bundeskanzler Gerhard Schröder neu geschaffenen „Beauftragten der Bundesregierung für Kultur und Medien“ (BKM).

### Geschichte seit Beginn der Zuständigkeit von BKM
In einer Antwort der Bundesregierung auf eine Kleine Anfrage lautet es: „Nach der politischen Öffnung der osteuropäischen Staaten und der Herstellung der deutschen Einheit haben sich die Anforderungen an die Kulturarbeit nach § 96 BVFG gewandelt. Diese veränderte Aufgabenstellung ist Anlass für den Beauftragten der Bundesregierung für Angelegenheiten der Kultur und der Medien, eine neue Konzeption zur Kulturförderung nach § 96 BVFG vorzulegen.“ Es wird weiterhin aus dem Konzept zitiert: „Für die Kulturarbeit nach § 96 BVFG stehen im Haushaltsjahr 1999 insgesamt 43 221 Mio. DM zur Verfügung. Davon entfallen 18 054 Mio. DM auf die institutionelle Förderung von Kultureinrichtungen, 3 007 Mio. DM sind als Zuweisung zur institutionellen Förderung des Herder-Instituts, Marburg, veranschlagt. Für den Bereich der Projektförderung stehen insgesamt 22 160 Mio. DM zur Verfügung.“
Es wurde eine „Konzeption zur Erforschung und Präsentation deutscher Kultur und Geschichte im östlichen Europa“ erarbeitet, der das Bundeskabinett am 20. September 2000 zustimmte und die dem Bundestag zur Kenntnisnahme zugeleitet wurde.
Der BKM rief im Lauf der 2000er Jahre zahlreiche Einrichtungen ins Leben, die spezifischer und flexibler auf Kooperationen, Projekte und wissenschaftlichen Austausch reagieren konnten. Mittlerweile werden auf Basis des § 96 zahlreiche Institutionen, Museen und Vereine gefördert.
In einer „Unterrichtung durch den Beauftragten der Bundesregierung für Aussiedlerfragen und nationale Minderheiten“ mit dem Titel „Tätigkeitsbericht 2016“ lautet es: „In die vom Bundeskabinett am 24. Februar 2016 beschlossene Weiterentwicklung der Förderkonzeption nach § 96 BVFG war der Beauftragte eng eingebunden. Dabei konnte insbesondere erreicht werden, dass die in der angestammten Heimat verbliebenen Deutschen Minderheiten nunmehr ausdrücklich als Träger deutscher Kultur im östlichen Europa und in den Nachfolgestaaten der ehemaligen Sowjetunion sowie als Brückenbauer zwischen Deutschland und ihren Heimatstaaten anerkannt worden sind.“
Im „19. Bericht der Bundesregierung zur Auswärtigen Kultur- und Bildungspolitik“ lautet es: „Die Beauftragte der Bundesregierung für Kultur und Medien fördert darüber hinaus im Rahmen des § 96 des Bundesvertriebenengesetzes Maßnahmen, die der Bewahrung, Erforschung und Vermittlung des kulturellen Erbes der historischen deutschen Ost- und Siedlungsgebiete im östlichen Europa dienen, darunter auch Einzelvorhaben des Denkmalerhalts.“
Im Bericht 2012 lautet es unter „Digitale Welten nutzbar machen“: „Das Internet ist generationenübergreifend zum wichtigsten Informationsmedium geworden.“
In einer Unterrichtung durch die Bundesregierung vom 25. Februar 2016 mit dem Titel „Weiterentwicklung der Konzeption zur Erforschung, Bewahrung, Präsentation und Vermittlung der Kultur und Geschichte der Deutschen im östlichen Europa nach § 96 des Bundesvertriebenengesetzes“ lautet es unter der Überschrift „Erinnerungstransfer und Digitalisierung“: „Mit dem Ende des Erfahrungswissens werden die Aufgaben der Bewahrung und Erschließung des kulturellen Erbes in Bibliotheken, Archiven und Museen sowie die Herausforderungen an die kulturelle Vermittlung größer. Durch eine zeitgemäße multimediale Geschichtsvermittlung, die auch übergreifende Themen wie Flucht, Vertreibung und Integration einschließt und in einen weiteren Kontext einbindet, sollen nachfolgende Generationen sowie auch Interessenten im Ausland angesprochen werden.“

### Berichterstattung der Bundesregierung
Laut § 96 BVFG Satz 3 ist die Bundesregierung verpflichtet jährlich dem Bundestag über das von ihr Veranlasste zu berichten.
Es lautet jedoch in Dokumenten des Innenausschusses 1984: „Im Turnus von zwei Jahren ist darüber dem Deutschen Bundestag zu berichten.“ und 1986: „Über die Durchführung dieser Maßnahmen ist dem Deutschen Bundestag in einem zweijährigen Turnus zu berichten.“

#### Liste der Berichte
| Bezeichnung | Datum (Drucksache, Zuleitung, Bericht)                 | Anz. Seiten | Drucksache             | Weiteres        |
| --- | ------------------------------------------------------ | ----------- | ---------------------- | --------------- |
| |                                                        |             |                        | Fragestunde:    |
| Bericht der Bundesregierung über die von ihr in den Rechnungsjahren 1973, 1974 und 1975 gemäß § 96 BVFG getroffenen Maßnahmen | 15.06.77 (9. Juni 1977)                                | 10          | 8/586                  | Innenausschuss  |
| Bericht der Bundesregierung über die Maßnahmen zur Förderung der ostdeutschen Kulturarbeit gemäß § 96 BVFG in den Jahren 1976, 1977 und 1978 | 17.01.80 (9. Januar 1980)                              | 24          | 8/3563                 | Innenausschuss: |
| Bericht der Bundesregierung über ihre Maßnahmen zur Förderung der ostdeutschen Kulturarbeit gemäß § 96 BVFG in den Jahren 1979 und 1980 | 22.04.82 (6. April 1982)                               | 28          | 9/1589                 | Innenausschuss  |
| Bericht der Bundesregierung über ihre Maßnahmen zur Förderung der ostdeutschen Kulturarbeit gemäß § 96 BVFG in den Jahren 1981, 1982 und 1983 | 23.10.84 (15. Oktober 1984)                            | 16          | 10/2178                | Innenausschuss  |
| Bericht der Bundesregierung über ihre Maßnahmen zur Förderung der ostdeutschen Kulturarbeit gemäß § 96 BVFG in den Jahren 1984 und 1985 | 23.06.88 (20. Juni 1988)                               | 44          | 11/2572                |                 |
| Bericht der Bundesregierung über ihre Maßnahmen zur Förderung der Kulturarbeit gemäß § 96 BVFG in den Jahren 1986 bis 1990 | 23. 07. 93 (4. Juli 1993)                              | 28          | 12/5490                |                 |
| Bericht der Bundesregierung über ihre Maßnahmen zur Förderung der Kulturarbeit gemäß § 96 BVFG in den Jahren 1991 und 1992 sowie die Fortschreibung des Aktionsprogramms des Bundesministeriums des Innern zur Förderung der deutschen Kultur des Ostens in den Jahren 1994 bis 1999 | 14. 06. 94 (1. Juni 1994)                              | 27 (von 60) | 12/7877                | Innenausschuss  |
| Bericht der Bundesregierung über ihre Maßnahmen zur Förderung der Kulturarbeit gemäß § 96 BVFG in den Jahren 1993 und 1994 | 20. 01. 97 (4. Januar 1997)                            | 32          | 13/6796                |                 |
| Bericht der Bundesregierung über ihre Maßnahmen zur Förderung der Kulturarbeit gemäß § 96 BVFG in den Jahren 1995 und 1996 | 23. 06. 97 (8. Juni 1997)                              | 24          | 13/8096                |                 |
| Bericht über die Maßnahmen zur Förderung der Kulturarbeit gemäß § 96 Bundesvertriebenengesetz in den Jahren 1997 und 1998 | 06. 12. 99 (1. Dezember 1999)                          | 8           | 14/2312                |                 |
| Bericht über die Maßnahmen zur Förderung der Kulturarbeit gemäß § 96 Bundesvertriebenengesetz in den Jahren 1999 und 2000 | 16. 05. 2002 (14. Mai 2002)                            | 8           | 14/9163                |                 |
| Bericht der Bundesregierung über die Maßnahmen zur Förderung der Kulturarbeit gemäß § 96 Bundesvertriebenengesetz in den Jahren 2001 und 2002 | 23. 04. 2004 (22. April 2004)                          | 16          | 15/2967                |                 |
| Bericht der Bundesregierung über die Maßnahmen zur Förderung der Kulturarbeit gemäß § 96 Bundesvertriebenengesetz in den Jahren 2003 und 2004 | 10. 08. 2005 (8. August 2005)                          | 20          | 15/5952                |                 |
| Bericht der Bundesregierung über die Maßnahmen zur Förderung der Kulturarbeit gemäß § 96 des Bundesvertriebenengesetzes in den Jahren 2005 und 2006 | 11. 12. 2007 (10. Dezember 2007)                       | 20          | 16/7571                |                 |
| Bericht der Bundesregierung über die Maßnahmen zur Förderung der Kulturarbeit gemäß § 96 des Bundesvertriebenengesetzes in den Jahren 2007 und 2008 | 23. 12. 2009 (16. Dezember 2009)                       | 20          | 17/381                 |                 |
| Bericht der Bundesregierung über die Maßnahmen zur Förderung der Kulturarbeit gemäß § 96 des Bundesvertriebenengesetzes in den Jahren 2009 und 2010 | 19. 04. 2012 (18. April 2012)                          | 28          | 17/9401                | Andere Fassung: |
| Bericht der Bundesregierung über die Maßnahmen zur Förderung der Kulturarbeit gemäß § 96 des Bundesvertriebenengesetzes in den Jahren 2011 und 2012 | 05. 06. 2013                                           | 32          | 17/13777               | Andere Fassung: |
| Bericht der Bundesregierung über die Maßnahmen zur Förderung der Kulturarbeit gemäß § 96 des Bundesvertriebenengesetzes in den Jahren 2013 und 2014 | 16.07.2015 (15. Juli 2015)                             | 40          | 18/5598                | Andere Fassung: |
| Bericht der Bundesregierung über die Maßnahmen zur Förderung der Kulturarbeit gemäß § 96 des Bundesvertriebenengesetzes in den Jahren 2015 und 2016 | 21.06.2017 (14. Juni 2017, Berichtdatum 13. Juni 2017) | 32          | 18/12871               | Andere Fassung: |
| Bericht der Bundesregierung über die Maßnahmen zur Förderung der Kulturarbeit gemäß § 96 des Bundesvertriebenengesetzes in den Jahren 2017 und 2018 | 12.06.2019 (12. Juni 2019)                             | 32          | 19/10836               |                 |
| Bericht der Bundesregierung über die Maßnahmen zur Förderung der Kulturarbeit gemäß § 96 des Bundesvertriebenengesetzes in den Jahren 2019 und 2020 | 17.06.2021 (16. Juni 2021)                             | 36          | 19/30790               |                 |
| Bericht der Bundesregierung über die Maßnahmen zur Förderung der Kulturarbeit gemäß § 96 des Bundesvertriebenengesetzes in den Jahren 2021 und 2022 | 08.09.2023 (30. August 2023)                           | 39          | (Vorabfassung) 20/8320 |                 |

#### Gliederung der Berichte seit 2017
Die Berichte 2017, 2019, 2021 und 2023 sind in elf Abschnitte gegliedert.
Gliederung 2023:
1. Förderakzente in den Jahren 2021 und 2022
2. Struktur der Bundesförderung nach § 96 des Bundesvertriebenengesetzes
3. Bundesinstitut für Kultur und Geschichte der Deutschen im östlichen Europa
4. Museen
  1. Donauschwäbisches Zentralmuseum, Ulm
  2. Ostpreußisches Landesmuseum, Lüneburg
  3. Pommersches Landesmuseum, Greifswald
  4. Schlesisches Museum zu Görlitz
  5. Siebenbürgisches Museum, Gundelsheim
  6. Stiftung Kunstforum Ostdeutsche Galerie, Regensburg
  7. Westpreußisches Landesmuseum, Warendorf
  8. Weitere museale Einrichtungen
5. Stiftung Flucht, Vertreibung, Versöhnung, Berlin
6. Forschungseinrichtungen und Bibliotheken
  1. Herder-Institut für historische Ostmitteleuropaforschung – Institut der Leibniz-Gemeinschaft e. V., Marburg
  2. Institut für Kultur und Geschichte der Deutschen in Nordosteuropa e. V. – Nordost-Institut, Lüneburg
  3. Institut für deutsche Kultur und Geschichte Südosteuropas e. V., München
  4. Stiftung Martin-Opitz-Bibliothek, Herne
7. Einrichtungen der Kulturvermittlung
  1. Deutsches Kulturforum östliches Europa e. V., Potsdam
  2. Adalbert Stifter Verein, München
8. Förderung kultureller Maßnahmen
  1. Bildungs- und Vermittlungsarbeit der Kulturreferentinnen und Kulturreferenten
  2. Weitere kulturelle Breitenarbeit
  3. Förderung des kulturellen Austausches
9. Förderung von Wissenschaft und Forschung
  1. Allgemeine Projektförderung
  2. Förderprogramme
  3. Immanuel Kant Stipendium
  4. Historische Kommissionen/ Johann-Gottfried-Herder-Forschungsrat
10. Hilfen zur Sicherung und Erhaltung deutscher Bau- und Kulturdenkmale im östlichen Europa
11. Verständigungspolitische Arbeit der Vertriebenen

### Bewilligte, verausgabte und zur Verfügung gestellte Mittel
In den Berichten lautet es:
- 2009: „Die durch den BKM für die Förderung kultureller Maßnahmen im Rahmen des § 96 BVFG bewilligten Mittel betrugen 2007 insgesamt rund 14,032 Mio. Euro, 2008 waren es 14,012 Mio. Euro.“
- 2012: „Die durch den BKM für die Förderung kultureller Maßnahmen im Rahmen des § 96 BVFG bewilligten Mittel betrugen 2009 insgesamt 16,346 Mio. Euro und 2010 15,760 Mio. Euro, nachdem sie 2007 und 2008 jeweils bei rund 14 Mio. Euro gelegen hatten.“
- 2013: „Die durch den BKM für die Förderung kultureller Maßnahmen im Rahmen des § 96 BVFG verausgabten Mittel betrugen 2011 insgesamt 16,021 Mio. Euro und 2012 16,389 Mio. Euro.“
- 2015: „Die für die Förderung kultureller und wissenschaftlicher Maßnahmen im Rahmen des § 96 BVFG zur Verfügung gestellten Mittel betrugen 2013 insgesamt 20,194 Mio. Euro und 2014 23,326 Mio. Euro.“
- 2017: „Die für die Förderung kultureller und wissenschaftlicher Maßnahmen im Rahmen des § 96 BVFG zur Verfügung gestellten Mittel betrugen 2015 insgesamt 23,673 Mio. Euro und 2016 19,842 Mio. Euro.“
- 2019: „Die für die Förderung kultureller und wissenschaftlicher Maßnahmen im Rahmen des § 96 BVFG zur Verfügung gestellten Mittel betrugen 2017 insgesamt 20,711 Mio. Euro und 2018 20,424 Mio. Euro.“
- 2021: „Die für die Förderung kultureller und wissenschaftlicher Maßnahmen im Rahmen des § 96 BVFG zur Verfügung gestellten Mittel betrugen 2019 insgesamt 23,490 Mio. Euro und 2020 31,163 Mio. Euro.“
- 2023: „Die für die Förderung kultureller und wissenschaftlicher Maßnahmen im Rahmen des § 96 BVFG zur Verfügung gestellten Mittel betrugen 2021 insgesamt rund 30,37 Mio. Euro und 2022 rund 27,21 Mio. Euro.“

1994 teilt die Bundesregierung mit: „Die Bundesregierung führt über die einzelnen Förderungsleistungen der zurückliegenden Jahre keine Statistik.“

### Maßnahmen gemäß § 96 BVFG

#### Bundesinstitut für Kultur und Geschichte der Deutschen im östlichen Europa
Der Bundesrechnungshof schrieb 2004 unter „Notwendigkeit und Wirtschaftlichkeit des Bundesinstituts für Kultur und Geschichte der Deutschen im östlichen Europa nicht nachgewiesen (Kapitel 0407)“: „Das Bundesministerium des Innern gab für unerlässlich gehaltene Anforderungen an die Qualifikation des Leiters und den Standort der Behörde ohne erkennbare Begründung auf. Gegen die Notwendigkeit und Wirtschaftlichkeit einer eigenen Behörde spricht, dass sie neben ihrer wissenschaftlichen Tätigkeit im Wesentlichen nur zwei Referate der heute zuständigen Beauftragten der Bundesregierung für Kultur und Medien bei der Beurteilung von Zuwendungsanträgen berät.“
Im Bericht aus dem Jahr 2021 lautet es: „Als Ressortforschungseinrichtung hat das BKGE den Auftrag der wissenschaftsbasierten Politikberatung im Bereich von Geschichte und Erinnerung. Es berät und unterstützt die Bundesregierung in allen die Kultur und Geschichte der Deutschen im östlichen Europa betreffenden Fragen, insbesondere in den Angelegenheiten der Durchführung des § 96 BVFG. Als Grundlage und Voraussetzung dieser Aufgabe führt es in wissenschaftlicher Unabhängigkeit eigene Forschungen und Erhebungen durch, erstellt Dokumentationen und koordiniert im Auftrag der Bundesregierung wissenschaftliche Vorhaben.“ Zur Finanzierung lautet es: „Die Haushaltsansätze des Instituts betrugen 2019 1,7 Mio. Euro und 2020 1,8 Mio. Euro.“
Das Online-Lexikon zur Kultur und Geschichte der Deutschen im östlichen Europa wird vom BKGE gefördert. Im Bericht 2023 lautet es: „Es wird von einem internationalen Kreis von ca. 180 Autorinnen und Autoren verfasst“ und es seien 2022 „356 Lemmata online“.

#### Stiftung Flucht, Vertreibung, Versöhnung
Im Bericht 2023 lautet es: „Die unselbständige Stiftung Flucht, Vertreibung, Versöhnung (SFVV) steht unter der Trägerschaft der Stiftung ‚Deutsches Historisches Museum‘ und wird ausschließlich vom Bund institutionell gefördert. Die Förderung der SFVV betrug 7,781 Mio. Euro (2021) und 8,477 Mio. Euro (2022).“ und zu den Aufgaben: „Im Geiste der Versöhnung hält die SFVV die Erinnerung und das Gedenken an Flucht und Vertreibung im 20. Jahrhundert im Kontext des Zweiten Weltkrieges und der nationalsozialistischen Expansions- und Vernichtungspolitik und ihrer Folgen wach. Sie ist Trägerin des Dokumentationszentrums Flucht, Vertreibung, Versöhnung, das ein einzigartiger, gesamteuropäisch verankerter und international sichtbarer Lern- und Erinnerungsort ist, der Zwangsmigrationen in Geschichte und Gegenwart ins Zentrum stellt.“

#### Forschungseinrichtungen und Bibliotheken
- Herder-Institut für historische Ostmitteleuropaforschung – Institut der Leibniz-Gemeinschaft, Marburg
- Institut für Kultur und Geschichte der Deutschen in Nordosteuropa e. V., Lüneburg
- Institut für deutsche Kultur und Geschichte Südosteuropas e. V., München
- Martin-Opitz-Bibliothek, Herne

#### Einrichtungen der Kulturvermittlung
- Deutsches Kulturforum östliches Europa e. V., Potsdam
- Adalbert Stifter Verein, München

#### Museen
Im Bericht 2023 einzeln gelistete Museen:
- Donauschwäbisches Zentralmuseum, Ulm – KR Donauraum
- Ostpreußisches Landesmuseum, Lüneburg – KR Ostpreußen und das Baltikum – Im Bericht 2013 lautet es: „So wird das Ostpreußische Landesmuseum in Lüneburg, das vom Land Niedersachsen mit dem Qualitätssiegel der Museumsregistrierung versehen wurde, um eine deutschbaltische Abteilung erweitert. Zugleich wird das Ausstellungskonzept überarbeitet und das Museum vergrößert.“
- Pommersches Landesmuseum, Greifswald – KR Pommern und Ostbrandenburg
- Schlesisches Museum zu Görlitz – KR Schlesien
- Siebenbürgisches Museum, Gundelsheim – KR Siebenbürgen
- Kunstforum Ostdeutsche Galerie, Regensburg
- Westpreußisches Landesmuseum, Münster (heute Warendorf) – KR Westpreußen, Posener Land und Mittelpolen

unter weitere museale Einrichtungen gelistet:
- Dokumentations- und Informationszentrum für schlesische Landeskunde im Haus Schlesien, Königswinter
- Kulturzentrum Ostpreußen, Ellingen
- Museum für russlanddeutsche Kulturgeschichte, Detmold – KR Deutsche aus Russland

Im Bericht 2023 ohne eigenen Abschnitt, aber mit Kulturreferat:
- Oberschlesisches Landesmuseum, Ratingen – KR Oberschlesien

Das Kulturreferat für die böhmischen Länder ist als einziges nicht an ein Museum, sondern beim Adalbert Stifter Verein angebunden.

#### Kulturreferate
Die Bundesregierung bezeichnet die Stellen teils als Kulturreferate (KR), teils als „Kulturreferentinnen und Kulturreferenten“. 2002 werden „4 hauptamtliche Kulturreferenten“ erwähnt, 2004 „fünf vom Bund geförderte[…] Kulturreferentinnen bzw. Kulturreferenten“, 2005 „fünf vom Bund geförderte[…] Kulturreferentinnen/Kulturreferenten“.
Seit dem Bericht 2012 gibt es unter Punkt 8 „Förderung kultureller Maßnahmen“ einen Punkt 8.1 welcher sich den KR widmet. 2007, vor der Einfügung von „5 Stiftung Flucht, Vertreibung, Versöhnung“, war der entsprechende Inhalt unter Punkt 7.1 unterhalb von Punkt 7 eingeordnet. Davor gab es je einen Punkt „Kulturelle Breitenarbeit“.

##### Zusammenfassende Angaben zu den Kulturreferaten und zur kulturellen Breitenarbeit
In den Berichten lautet es:
| Jahr | KR-spezifische Überschrift                                                               | Zahl der KR | Details |
| ---- | ---------------------------------------------------------------------------------------- | ----------- | --- |
| 1997 | IX. Kulturelle Breitenarbeit                                                             | (20/19)     | „Die Bundesregierung stellte für die kulturelle Breitenarbeit nach § 96 BVFG im Jahre 1995 4,5 Mio. DM und im Jahre 1996 4,4 Mio. DM zur Verfügung.“ und „Zur Qualitätssteigerung und Kontinuitätswahrung durch Motivation und Schulung der zahlreichen ehrenamtlichen Mitarbeiter in der Kulturarbeit auf Orts-, Kreis- und Landesebene wurde die Förderung von hauptamtlichen Kulturreferenten und -referentinnen bei den größeren Landsmannschaften und zentralen Organisationen (1995: 20, 1996: 19) durch Übernahme von 90 % der Personalkosten und eine Sachkostenpauschale von 15000 DM jährlich weiter fortgesetzt. Der Bund förderte im Rahmen der kulturellen Breitenarbeit im Jahre 1995 247 Projekte und im Jahre 1996 252 Projekte.“ |
| 1999 | IX. Kulturelle Breitenarbeit                                                             | (18/16)     | „Zur Qualitätssteigerung und Kontinuitätswahrung durch Motivation und Schulung der zahlreichen ehrenamtlichen Mitarbeiter in der Kulturarbeit auf Orts-, Kreisund Landesebene wurde die Förderung von hauptamtlichen Kulturreferenten und -referentinnen bei den größeren Landsmannschaften und zentralen Organisationen (1997: 18, 1998: 16) durch einen Zuschuss zu den Personal- und Sachkosten jährlich fortgesetzt.“ |
| 2002 | IX. Kulturelle Breitenarbeit                                                             | 4           | „Die Fördermittel für die kulturelle Breitenarbeit betrugen in den Jahren 1999 1,6 Mio DM, 2000 0,581 Mio DM. Damit wurden im Berichtszeitraum insgesamt 69 Projekte durch den Bund gefördert.“ und „Personal- und Sachkosten für 4 hauptamtliche Kulturreferenten;“ |
| 2004 | V. Kulturelle Breitenarbeit                                                              | 5           | „Die Aufgaben der kulturellen Breitenarbeit wurden eng mit der musealen Arbeit verknüpft und werden von fünf vom Bund geförderten Kulturreferentinnen bzw. Kulturreferenten wahrgenommen“ und „Die Fördermittel für die kulturelle Breitenarbeit sind ab 2001 in die Wirtschaftspläne der Landesmuseen einbezogen, sie betragen 89 Tsd. Euro je Region, insgesamt 445 Tsd. Euro; ab 2003 insgesamt 485 Tsd. Euro.“ |
| 2005 | V. Kulturelle Breitenarbeit                                                              | 5           | „Die Aufgaben der kulturellen Breitenarbeit werden eng mit der musealen Arbeit verknüpft und werden von fünf vom Bund geförderten Kulturreferentinnen/Kulturreferenten wahrgenommen“ und „Die Fördermittel für die kulturelle Breitenarbeit sind in die Wirtschaftspläne der Landesmuseen einbezogen, sie betragen ab 2003 jährlich insgesamt 485 000 Euro.“ |
| 2009 | 7.1 Breitenarbeit der Kulturreferentinnen/Kulturreferenten                               | 6           | „In besonderer Weise beauftragt mit der Förderung und der Umsetzung von Aufgaben der kulturellen Breitenarbeit sind sechs Kulturreferentinnen und Kulturreferenten“ und „2007 und 2008 stellte der Bund für die Tätigkeit der Kulturreferentinnen/Kulturreferenten 708 400 Euro bzw. 777 200 Euro zur Verfügung. Diese förderten insgesamt 174 externe Projekte im Gesamtvolumen von 523 000 Euro. Davon entfielen 127 Projektzuwendungen mit insgesamt 432 700 Euro auf die Landsmannschaften und andere Organisationen der deutschen Heimatvertriebenen.“ |
| 2012 | 8.1 Kulturelle Bildungs- und Vermittlungsarbeit der Kulturreferentinnen/Kulturreferenten | 6           | „Die vom Bund geförderten Kulturreferentinnen und Kulturreferenten (KR) sind in besonderer Weise für die Förderung der kulturellen Breitenarbeit nach § 96 BVFG zuständig.“ und „Die KR sind gemäß ihren regionalen Zuständigkeiten verschiedenen bundesgeförderten Einrichtungen organisatorisch zugeordnet, sie nehmen ihren Auftrag jedoch eigenverantwortlich wahr. Die KR sind mit einem eigenen, selbst zu bewirtschaftenden Jahresetat ausgestattet. 2009/2010 bestanden folgende sechs Kulturreferate“ |
| 2013 | 8.1 Bildungs- und Vermittlungsarbeit der Kulturreferentinnen/Kulturreferenten            | 6           | „Die sechs Kulturreferentinnen und Kulturreferenten (KR) sind an den Landesmuseen und beim Adalbert Stifter Verein angesiedelt. Indem ihre Tätigkeit jeweils auf bestimmte Regionen ausgerichtet ist, leisten sie einen ganz spezifischen Beitrag zur kulturellen Breitenarbeit. 2011 und 2012 betrugen die Ausgaben des Bundes hierfür jeweils 794 000 Euro.“ |
| 2015 | 8.1 Bildungs- und Vermittlungsarbeit der Kulturreferentinnen und Kulturreferenten        | 6           | „Darüber hinaus finanziert der Bund die Arbeit der bei den Regionalmuseen und beim Adalbert Stifter Verein organisatorisch angesiedelten sechs Kulturreferentinnen und Kulturreferenten.“ und „Die sechs vom Bund geförderten Kulturreferentinnen und Kulturreferenten (KR) an den Landesmuseen und beim Adalbert Stifter Verein wirken als Kulturvermittler mit eigenem Fördertitel mit dem Schwerpunkt der kulturellen Jugend- und Erwachsenenbildung. Die Fördermittel des Bundes betrugen 2013 809 000 Euro und 2014 813 000 Euro. Im Berichtszeitraum bestanden folgende Kulturreferate“. |
| 2017 | 8.1 Bildungs- und Vermittlungsarbeit der Kulturreferentinnen und Kulturreferenten        | 6           | „Darüber hinaus wird die Projektförderung – vor allem für grenzübergreifende Projekte – verstärkt. Das Museum für russlanddeutsche Kulturgeschichte in Detmold wird als zentrale museale Einrichtung der Russlanddeutschen in die Bundesförderung aufgenommen; für Oberschlesien, die Siebenbürger Sachsen sowie die Deutschen aus Russland werden jeweils neue Kulturreferate eingerichtet“ |
| 2019 | 8.1 Bildungs- und Vermittlungsarbeit der Kulturreferentinnen und Kulturreferenten        | 6-9         | „neue Kulturreferate für Oberschlesien, die Siebenbürger Sachsen sowie die Deutschen aus Russland wurden eingerichtet, die, ebenso wie die schon bestehenden sechs Kulturreferate, als ein Schwerpunkt auch die kulturelle Arbeit der landsmannschaftlichen Einrichtungen und Verbände durch Projektmittel und Beratung fördern;“ und „Die vom Bund geförderten Kulturreferate (KR) an den Landesmuseen und beim Adalbert Stifter Verein wirken als Kulturvermittler mit eigenem Fördertitel und mit dem Schwerpunkt der kulturellen Jugend- und Erwachsenenbildung. Im Berichtszeitraum wurden drei neue Kulturreferate in weiterer Umsetzung der Förderkonzeption des Bundes eingerichtet; ab März 2017 das Kulturreferat für Oberschlesien am Oberschlesischen Landesmuseum in Ratingen und ab November 2017 das Kulturreferat für Siebenbürgen an Siebenbürgischen Museum in Gundelsheim sowie das Kulturreferat für die Deutschen aus Russland am Museum für russlanddeutsche Kulturgeschichte in Detmold. Mit der Einrichtung der drei neuen KR wurden die regionalen Zuständigkeiten aller neun KR in den Zielregionen vor Ort neu geordnet. Die Fördermittel des Bundes für die neun Kulturreferate betrugen 983.000 Euro im Jahr 2017 und 1.194.000 Euro im Folgejahr.“ |
| 2021 | 8.1 Bildungs- und Vermittlungsarbeit der Kulturreferentinnen und Kulturreferenten        | 9           | „Die vom Bund geförderten neun Kulturreferate (KR) an den Landesmuseen, dem Museum für russlanddeutsche Kulturgeschichte und beim Adalbert Stifter Verein wirken als Kulturvermittler mit eigenem Förderetat und mit dem Schwerpunkt der kulturellen Jugend- und Erwachsenenbildung. Im Berichtszeitraum trugen neun Kulturreferate zur Umsetzung der Förderkonzeption des Bundes bei. Die Fördermittel des Bundes für die neun Kulturreferate betrugen insgesamt 1.213.000 Euro im Jahr 2019 und 1.224.000 Euro im Folgejahr.“ und „Im Berichtszeitraum förderten die KR insgesamt 125 externe kulturelle Projekte mit einem Gesamtvolumen von 315.399 Euro (davon 94 Projekte mit 230.939 Euro an Landsmannschaften und Organisationen der deutschen Heimatvertriebenen).“ |
| 2023 | 8.1 Bildungs- und Vermittlungsarbeit der Kulturreferentinnen und Kulturreferenten        | 9           | „Darüber hinaus finanziert der Bund in diesem Tätigkeitsfeld neun Kulturreferentinnen und Kulturreferenten“ und „Die Zuwendungen des Bundes an die neun Kulturreferate, angesiedelt bei den Landesmuseen für Kultur und Geschichte der Deutschen im östlichen Europa sowie beim Museum für russlanddeutsche Kulturgeschichte und beim Adalbert Stifter Verein, betrugen im Jahr 2021 insgesamt 1.224.000 Euro und 1.151.555 Euro im Jahr 2022“ |

##### Angaben zu einzelnen Kulturreferaten
| Bezeichnung laut Abschnittsüberschrift                      | Anbindung                                                  | Bundesland             | Kleine Anfragen |
| ----------------------------------------------------------- | ---------------------------------------------------------- | ---------------------- | --------------- |
| Kulturreferat für die böhmischen Länder                     | beim Adalbert Stifter Verein in München                    | Bayern                 | 2018            |
| Kulturreferat für Ostpreußen und das Baltikum               | am Ostpreußischen Landesmuseum in Lüneburg                 | Niedersachsen          | 2018            |
| Kulturreferat für Pommern und Ostbrandenburg                | am Pommerschen Landesmuseum in Greifswald                  | Mecklenburg-Vorpommern | 2018            |
| Kulturreferat für Schlesien                                 | am Schlesischen Museum zu Görlitz                          | Sachsen                | 2018            |
| Kulturreferat für Oberschlesien                             | am Oberschlesischen Landesmuseum in Ratingen               | Nordrhein-Westfalen    | 2018            |
| Kulturreferat für den Donauraum                             | am Donauschwäbischen Zentralmuseum in Ulm                  | Baden-Württemberg      | 2018            |
| Kulturreferat für Siebenbürgen                              | am Siebenbürgischen Museum in Gundelsheim am Neckar        | Baden-Württemberg      | 2018            |
| Kulturreferat für die Deutschen aus Russland                | am Museum für russlanddeutsche Kulturgeschichte in Detmold | Nordrhein-Westfalen    | 2018            |
| Kulturreferat für Westpreußen, Posener Land und Mittelpolen | am Westpreußischen Landesmuseum                            | Nordrhein-Westfalen    | 2018            |

#### Historische Kommissionen/Johann-Gottfried-Herder-Forschungsrat
Zwischen den Historische Kommissionen, dem Johann-Gottfried-Herder-Forschungsrat und dem Herder-Institut e. V. bestehen verschiedene Beziehungen.
Im Bericht 2002 lautet es: „Der Herder-Forschungsrat und die sieben Historischen Kommissionen gehören zu den Trägern des Herder-Instituts“. Der Bericht 2004 ist der erste der Berichte der Bundesregierung, der einen Abschnitt „Historische Kommissionen/Johann-Gottfried-Herder-Forschungsrat“ enthält. Dort lautet es: „Mit Projektmitteln gefördert werden die in einem ‚Forschungsverbund Ostmitteleuropa‘ zusammenarbeitenden sieben Historischen Kommissionen und der Johann Gottfried Herder-Forschungsrat mit seinen speziellen Fachkommissionen.“
Der Herder-Forschungsrat wurde 1950 gegründet, dieser gründete am 29. April 1950 das Herder-Institut. Zum 1. Januar 1977 wurde das Herder-Institut als eine von 46 Einrichtungen in die gemeinsame Forschungsförderung des Bundes und der Länder gemäß Artikel 91b des Grundgesetzes („Blaue Liste“) aufgenommen. Zum 1. Januar 1994 erfolgte die Herauslösung aus der Trägerschaft des Herder-Forschungsrats und Gründung des eigenständigen Trägervereins Herder-Institut e. V. Seit 1997 ist das Institut Mitglied der aus dem Kreis der Forschungseinrichtungen der „Blaue Liste“ hervorgegangenen Leibniz-Gemeinschaft. Das Herder-Institut ist der Hauptempfänger von Fördergeldern gemäß § 96 BVFG im Bereich Wissenschaft und Forschung.
Der Herder-Forschungsrat e. V. sowie jede der sieben historischen Kommissionen ist eines von Stand 2023 achtzehn Mitgliedern des Herder-Institut e. V.
Im zehnköpfigen Kuratorium des Herder-Institut e. V. sitzen als je eines von satzungsgemäß vier Vertretern der Mitgliederversammlung seit mehreren Jahren ein Vertreter des Herder-Forschungsrats und der Vorstandsvorsitzende des Baltische Historische Kommission e. V. (1993–2005 Gert von Pistohlkors, bis 2023 Matthias Thumser, seit 2023 Karsten Brüggemann).
Das Herder-Institut verteilt Zuwendungen auch für Projekte der Historischen Kommissionen. Der Herder-Forschungsrat und die Historischen Kommissionen halten seit 2014 jährliche Treffen am Herder-Institut ab.

##### Historische Kommissionen
Alle sieben historischen Kommissionen sind Stand 2025 eingetragene Vereine.
| Angaben aus „Die Arbeit des Forschungsverbundes Ostmitteleuropa in den Jahren 1990-1996“ | Angaben aus „Die Arbeit des Forschungsverbundes Ostmitteleuropa in den Jahren 1990-1996“ | Angaben aus dem Vereinsregister (Stand 2025)                            | Angaben aus dem Vereinsregister (Stand 2025) | Angaben aus dem Vereinsregister (Stand 2025) | Angaben aus dem Vereinsregister (Stand 2025) | Angaben aus dem Vereinsregister (Stand 2025) |
| Name                                                                                     | Gründung                                                                                 | Name                                                                    | Sitz                                         | Amtsgericht                                  | VR-Nr.                                       | Eintragung                                   |
| ---------------------------------------------------------------------------------------- | ---------------------------------------------------------------------------------------- | ----------------------------------------------------------------------- | -------------------------------------------- | -------------------------------------------- | -------------------------------------------- | -------------------------------------------- |
| Baltische Historische Kommission e.V.                                                    | 08.09.1951                                                                               | Baltische Historische Kommission e.V.                                   | Göttingen                                    | Göttingen                                    | VR 1506                                      | 28.07.1982                                   |
| Historische Kommission der Sudetenländer e.V.                                            | 1954                                                                                     | Historische Kommission für die böhmischen Länder e.V.                   | Heidelberg                                   | Mannheim                                     | VR 330236                                    | 11.06.1954                                   |
| Historische Kommission für ost- und westpreußische Landesforschung                       | 1923                                                                                     | Historische Kommission für ost- und westpreußische Landesforschung e.V. | Lüneburg                                     | Lüneburg                                     | VR 202119                                    | 16.09.2024                                   |
| Historische Kommission für Pommern                                                       | 1910                                                                                     | Historische Kommission für Pommern e.V.                                 | Greifswald                                   | Stralsund                                    | VR 4710                                      | 12.03.2001                                   |
| Historische Kommission für Schlesien                                                     | 1921                                                                                     | Historische Kommission für Schlesien                                    | Marburg                                      | Marburg                                      | VR 506                                       | 27.12.1951                                   |
| Historisch-Landeskundliche Kommission für Posen und das Deutschtum in Polen e.V.         | 1950                                                                                     | Kommission für die Geschichte der Deutschen in Polen                    | Marburg                                      | Marburg                                      | VR 1724                                      | 15.11.2017                                   |
| Südostdeutsche Historische Kommission e.V.                                               | 1957                                                                                     | Kommission für Geschichte und Kultur der Deutschen in Südosteuropa      | Tübingen                                     | Stuttgart                                    | VR 381702                                    | 04.11.1963                                   |

In den Berichten der Bundesregierung gemäß § 96 BVFG werden die Historischen Kommissionen seit mindestens 1980 erwähnt, spätestens 1993 erstmals aufgezählt. Seit 2004 werden sie in einem eigenen Abschnitt mit dem Herder-Forschungsrat aufgeführt.
| Bericht | Abschnitt | Auszug (Nennungen zur Hervorhebung hier in Fettschrift) |
| ------- | --- | --- |
| 1980    | VII. Bundesministerium für innerdeutsche Beziehungen und Auswärtiges Amt                                                              | „Diese Aufgabe wird vom Herder-Forschungsrat und von dem ihm angeschlossenen Herder-Forschungs-Institut, in Verbindung mit den Fachgruppen bzw. Fachkommissionen des Forschungsrates und den Historischen Kommissionen geleistet.“ |
| 1988    | VII. Bundesministerium für innerdeutsche Beziehungen                                                                                  | „Daraus ergibt sich, daß ein großer Teil der wissenschaftlichen Arbeit, die vom Herder-Forschungsrat und vom Herder-Institut, zugleich in Verbindung mit den Fachgruppen bzw. Fachkommissionen des Forschungsrates und den ihm zugeordneten historischen Kommissionen, geleistet wird, Forschung im Sinne des § 96 BVFG bedeutet.“ |
| 1993    | XI. Bundesministerium für innerdeutsche Beziehungen / Wissenschaft und Forschung                                                      | „Der Forschungsrat leistet mit seinem Institut, seinen Historischen Kommissionen für das Baltikum, Ost- und Westpreußen, Pommern, Posen, Schlesien, die Sudetenländer und für die Südostdeutschen, seinen Fachkommissionen für Sprache und Literatur, Musikgeschichte, Volkskunde, Wirtschafts- und Sozialwissenschaften sowie Zeitgeschichte umfassende Forschung im Sinne von § 96 BVFG.“ |
| 1999    | III. Wissenschaft | „wurden […] die Historischen Kommissionen gefördert.“ |
| 2002    | III. Wissenschaft | „Der Herder-Forschungsrat und die sieben Historischen Kommissionen gehören zu den Trägern des Herder-Instituts“. |
| 2004    | IV. Projektförderung // IV.5 Historische Kommissionen/Johann Gottfried Herder-Forschungsrat                                           | „Mit Projektmitteln gefördert werden die in einem ‚Forschungsverbund Ostmitteleuropa‘ zusammenarbeitenden sieben Historischen Kommissionen und der Johann Gottfried Herder-Forschungsrat mit seinen speziellen Fachkommissionen. Unter der übergreifenden Aufgabenstellung der Erforschung von Geschichte und Gegenwart der Länder und Völker im östlichen Mitteleuropa und damit auch der Deutschen in den historischen deutschen Ostgebieten und den deutschen Siedlungsgebieten orientieren sich die Historischen Kommissionen jeweils an einzelnen Regionen. Damit decken sie ein Feld ab, das von der allgemeinen Wissenschaft in Deutschland nur bedingt bearbeitet wird. Neben regelmäßigen wissenschaftlichen Jahrestagungen veranstalten sie spezielle Symposien, führen Forschungsprojekte durch und geben Publikationen heraus, die sowohl Monographien als auch gemeinsam erarbeitete Sammelwerke wie Lexika oder Bibliographien umfassen. Aufgrund enger Kooperation mit Partnern in den Ländern Ostmitteleuropas wird damit der internationale Diskurs gepflegt und der Anschluss an moderne wissenschaftliche Standards erreicht.“ |
| 2009    | 8. Förderung im Wissenschaftsbereich // 8.2 Historische Kommissionen/Johann-Gottfried-Herder-Forschungsrat                            | „Neben den kontinuierlich geförderten sowie universitären Forschungseinrichtungen im Bereich des § 96 BVFG sind es freie, in der Regel vereinsrechtlich organisierte Zusammenschlüsse von Wissenschaftlern, die einen wichtigen Beitrag zur Erforschung dessen leisten, was die historische und gegenwärtige Rolle der Deutschen im östlichen Europa sowie die Bedeutung des östlichen Europas für die deutsche Geschichte ausmacht. […] sieben Historische Kommissionen (Baltische Historische Kommission, Historische Kommission für die böhmischen Länder, Historische Kommission für ost- und westpreußische Landesforschung, Kommission für die Geschichte der Deutschen in Polen, Historische Kommission für Pommern, Historische Kommission für Schlesien, Südostdeutsche Historische Kommission), deren Arbeit regionalhistorisch verankert und daher kleingliedriger ausgerichtet ist.“ |
| 2012    | 9. Förderung im Wissenschaftsbereich // 9.2 Historische Kommissionen/Johann-Gottfried-Herder-Forschungsrat                            | „Neben den kontinuierlich geförderten sowie universitären Forschungseinrichtungen im Bereich des § 96 BVFG sind es freie, in der Regel vereinsrechtlich organisierte Zusammenschlüsse von Wissenschaftlern, die einen wichtigen Beitrag zur Erforschung dessen leisten, was die historische und gegenwärtige Rolle der Deutschen im östlichen Europa sowie die Bedeutung des östlichen Europas für die deutsche Geschichte ausmacht. […] sieben eigenständig verfasste Historische Kommissionen ([…]), deren Arbeit regionalhistorisch verankert und daher kleingliedriger ausgerichtet ist. Dabei haben die Historischen Kommissionen als besondere Herausforderung erkannt, einerseits regionalhistorische Traditionen zu pflegen und zugleich auch die Rahmenbedingungen der eigenen historisch-landeskundlichen Forschung selbstkritisch zu reflektieren.“ |
| 2013    | 9 Förderung von Wissenschaft und Forschung // 9.5 Historische Kommissionen/Johann-Gottfried-Herder-Forschungsrat                      | „Neben den universitären Forschungsinstituten und anderen kontinuierlich geförderten Einrichtungen sind es freie, in der Regel vereinsrechtlich organisierte Zusammenschlüsse von Wissenschaftlerinnen und Wissenschaftlern, die Beiträge zur Erforschung der historischen und gegenwärtigen Rolle der Deutschen im östlichen Europa sowie der Bedeutung des östlichen Europa für die deutsche Geschichte leisten. […] Zu den Fachkommissionen kommen sieben interdisziplinär organisierte, aber eigenständig verfasste Historische Kommissionen ([…]), deren Arbeit regionalhistorisch verankert ist. Dabei pflegen die Historischen Kommissionen zwar regionalhistorische Traditionen, sie reflektieren diese aber deutlich, setzen sie in Bezug zu einer transnationalen Wissenschaftsorientierung und verstehen ihre Forschungsergebnisse als Beitrag zu einer europäischen Geschichtsdarstellung. Die Historischen Kommissionen organisieren regelmäßig Tagungen, ihre Arbeit ist auch von einer regen Publikationstätigkeit in Form von Reihen, Sammelbänden und Monographien geprägt. Sie tragen zudem zur Sicherung von Archivbeständen bei und sie prägen letztlich nicht nur in der Wissenschaft, sondern auch in der Öffentlichkeit das aktuelle Wissen über den ‚deutschen Osten‘ mit. Dabei ist die intensive internationale Forschungskooperation vor Ort ebenso zu erwähnen wie die zunehmende Zusammenarbeit zwischen den Historischen Kommissionen.“ |
| 2015    | 9 Förderung von Wissenschaft und Forschung // 9.4 Historische Kommissionen/Johann-Gottfried-Herder-Forschungsrat                      | „Mit dem Herder-Forschungsrat vernetzt sind sieben Historische Kommissionen – im Einzelnen: […]. Diese nähern sich der Thematik aus unterschiedlichen regionalen Blickwinkeln. Zu diesem Zweck organisieren sie regelmäßig in Kooperation mit anderen wissenschaftlichen Gesellschaften Tagungen. Ihre Arbeit wird von einer regen Publikationstätigkeit begleitet.“ |
| 2017    | 9 Förderung von Wissenschaft und Forschung // 9.4 Historische Kommissionen des östlichen Europa/Johann-Gottfried-Herder-Forschungsrat | „Mit dem Herder-Forschungsrat vernetzt sind sieben Historische Kommissionen: für das Baltikum, Ost- und Westpreußen, Pommern, die Geschichte der Deutschen in Polen, Schlesien, die Böhmischen Länder und Geschichte und Kultur der Deutschen in Südosteuropa. Die originären Aufgaben einer historischen Kommission liegen im Bereich der Grundlagenforschung mit der Erstellung von Editionen, biographischen Werken, Kartenwerken, Handbüchern und Hilfsmitteln. Darüber hinaus haben sie eine Forums- und Netzwerkfunktion.“ |
| 2023    | 9 Förderung von Wissenschaft und Forschung // 9.4 Historische Kommissionen/ Johann-Gottfried-Herder-Forschungsrat                     | „Die Historischen Kommissionen und der Herder-Forschungsrat halten seit 2014 jährliche Treffen am Marburger Herder-Institut ab, das u. a. aus Mitteln der BKM gefördert wird. 2022 fand dieses Treffen, verbunden mit einem Methodenworkshop, im Vorfeld der Kuratoriumssitzung (03.11.2022) statt.“ |

##### Johann Gottfried Herder-Forschungsrat und seine Fachkommissionen
1. Johann Gottfried Herder-Forschungsrat e. V.
2. Fachkommission Musikgeschichte im J.G.Herder-Forschungsrat
3. Fachkommission Sprache und Literatur im J.G.Herder-Forschungsrat
4. Fachkommission Volkskunde im J.G.Herder-Forschungsrat
5. Fachkommission Wirtschafts- und Sozialwissenschaften im J.G.Herder-Forschungsrat
6. Fachkommission Zeitgeschichte im J.G.Herder-Forschungsrat

#### Immanuel-Kant-Stipendium
Seit 1986 wird das Immanuel-Kant-Stipendium vergeben. Mit der Durchführung der Stipendienvergabe ist das Bundesinstitut für Kultur und Geschichte der Deutschen im östlichen Europa (BKGE) beauftragt.

#### Ehemals institutionell geförderte Einrichtungen
Im Bericht 2004 lautet es: „Das 1998 gegründete Institut für deutsche Musikkultur im östlichen Europa (IME) e. V. mit Sitz in Bonn dokumentiert, erforscht und präsentiert die deutsche Musikkultur in Ostmittel-, Ost- und Südosteuropa und den sonstigen Siedlungsgebieten der Deutschen im Osten von den Anfängen bis zur Gegenwart im europäischen Kontext. Zur Erfüllung dieser satzungsgemäßen Aufgaben wurde die Institution im Jahre 2001 gemeinsam vom Bund und vom Land Nordrhein-Westfalen mit insgesamt 492 Tsd. Euro institutionell gefördert; der Anteil des Bundes betrug 338 Tsd. Euro. Mit Beginn des Jahres 2002 erfolgte entsprechend der Konzeption die Umstellung ausschließlich auf eine Projektförderung durch den Bund in Höhe von 511 Tsd. Euro.“
Und weiter: „Schwerpunkt der wissenschaftlichen Profilierung des IME war im Jahre 2001 der Ausbau der IME-Datenbank durch die wissenschaftlichen Mitarbeiter. Mit dieser Datenbank werden Daten und Informationen über Biografie und Leistungen von Persönlichkeiten, die Träger deutscher Musikkultur im östlichen Europa waren, systematisch erfasst und für die weitere Forschung aufbereitet. Es wurden alle Vorbereitungen getroffen, diese Datenbank über Internet allgemein publik zu machen.“

#### Ehemalige Preise
- Immanuel-Kant-Forschungspreis – vergeben von der Beauftragten der Bundesregierung für Kultur und Medien in zwei Kategorien, erste Verleihung 2012 dann turnusgemäß 2014, dann nicht mehr. Bewerbungen waren an das Bundesinstitut für Kultur und Geschichte der Deutschen im östlichen Europa zu senden. Preisträger 2012 waren Tim Buchen, Britta Dümpelmann und Vasilijus Safronovas.[50] Preisträger 2014 waren Evelyn Reitz und Svenja Bethke, Mitglieder der Jury: Thomas Wünsch (Vorsitzender), Joachim Bahlcke, Gertrude Cepl-Kaufmann, Gabi Dolff-Bonekämper, Silke Göttsch-Elten.[51]

## § 96 BVFG in den Ländern

### Bayern
Im Land Bayern wurde im „Organisationserlass für das ‚Haus des Deutschen Ostens‘“ vom 15. November 2006 bei der Definition von drei von sechs Punkten zu den Aufgaben Bezug auf § 96 BVFG genommen. Das Haus des Deutschen Ostens ist die zentrale Fördereinrichtung des Freistaates Bayern für kulturelle Förderung nach § 96 BVFG.

### Baden-Württemberg
In Baden-Württemberg existiert eine „Verwaltungsvorschrift des Innenministeriums für die Gewährung von Zuwendungen zur Kulturarbeit nach § 96 des Bundesvertriebenengesetzes“
Das Haus der Heimat des Landes Baden-Württemberg (HdH BW) in Stuttgart führt eigene Kulturarbeit gemäß § 96 BVFG durch und bearbeitet Anträge auf Zuwendungen. Es ist nachgeordnete Dienststelle des Ministeriums des Inneren, für Digitalisierung und Kommunen Baden-Württemberg.
Als Partnereinrichtungen sind angeführt:
- Institut für donauschwäbische Geschichte und Landeskunde, Tübingen
- Institut für Volkskunde der Deutschen des östlichen Europa (IVDE), Freiburg
- Donauschwäbisches Zentralmuseum

Laut Innenministerium beruht die Förderung der Kulturarbeit nach § 96 BVFG auf drei Säulen:
1. „Das Land betreibt Kulturpflege mit drei eigenen staatlichen Kultur- und Forschungseinrichtungen: dem Haus der Heimat des Landes Baden-Württemberg in Stuttgart, dem Institut für donauschwäbische Geschichte und Landeskunde in Tübingen und dem Institut für Volkskunde der Deutschen des östlichen Europa in Freiburg.“
2. „Das Land engagiert sich zudem finanziell und personell beim Donauschwäbischen Zentralmuseum in Ulm sowie bei der Donauschwäbischen Kulturstiftung des Landes Baden-Württemberg.“
3. „Das Land fördert schließlich die Kulturarbeit der Landsmannschaften und Verbände der deutschen Vertriebenen und Flüchtlinge.“

Die Donauschwäbische Kulturstiftung des Landes Baden-Württemberg wurde 1988 vom Land Baden-Württemberg gegründet. Auf der Webseite lautet es: „Sie ist Ausfluss der bereits 1954 übernommenen Patenschaft des Landes über die Volksgruppe der Donauschwaben und ihre kulturellen Werte.“
Es existiert ein „Förderkatalog zur Kulturarbeit nach § 96 BVFG“ und eine Aufstellung über die „Ausgabearten zur Kulturarbeit nach § 96 BVFG“.

### Berlin
Im Land Berlin wurden laut Haushaltsplan für die Jahre 2005, 2006, 2007 jeweils 11.900 EUR nach § 96 BVFG eingeplant.

### Hessen
Im Land Hessen wurde ein „Bericht der Landesbeauftragten der Hessischen Landesregierung für Heimatvertriebene und Spätaussiedler 2014 – 2019“ veröffentlicht. Zu den Finanzmitteln lautet es darin: „Um dem Auftrag gemäß Paragraph 96 des Bundesvertriebenengesetzes zum Erhalt der Kultur der Vertreibungsgebiete nachkommen zu können, standen in den Jahren 2014 bis 2018 jährlich 600.000,- Euro zur „Förderung der ostdeutschen Kultur nach § 96 BVFG“ zur Verfügung. Im Vergleich zu dem bis 1999 bereitgestellten Budget stellt dies nahezu eine Verdreifachung dar.“

### Nordrhein-Westfalen
Das Ministerium für Kultur und Wissenschaft des Landes Nordrhein-Westfalen hat eine „Förderrichtlinie § 96 BVFG“ („Richtlinie über die Gewährung von Zuwendungen für Maßnahmen gemäß § 96 des Gesetzes über die Angelegenheiten der Vertriebenen und Flüchtlinge (Bundesvertriebenengesetz – BVFG) durch das Land Nordrhein-Westfalen“) erstellt.
Das Gerhart-Hauptmann-Haus. Deutsch-osteuropäisches Forum (früher „Haus des Deutschen Ostens“) ist Sitz der Stiftung Gerhart-Hauptmann-Haus, welche nach § 96 BVFG tätig ist.
2017 wurde ein „Konzept zur Neuausrichtung der Förderung nach § 96 BVFG – Kulturpflege der Vertriebenen und Bildungsarbeit zum Thema ‚Flucht und Vertreibung‘“ veröffentlicht. Dort heißt es zum Status quo:
Folgende Einrichtungen werden institutionell gefördert:
1. Stiftung Gerhart-Hauptmann-Haus (GHH),
2. Oberschlesisches Landesmuseum (OSLM) der Stiftung Haus Oberschlesien,
3. Westpreußisches Landesmuseum der Kulturstiftung Westpreußen.

Bereits im Jahr 1957 haben sich die Länder darauf verständigt, Patenlandsmannschaften zu unterstützen. In NRW sind dies die Landsmannschaften der Oberschlesier und der Siebenbürger Sachsen.
Im Jahr 2023 waren für den Posten „Durchführung von Aufgaben nach § 96 Bundesvertriebenengesetz (BVFG)“ Kapitel 06 051 Titelgruppe 63 im Landeshaushalt 2.945.400 Euro angegeben. Davon werden institutionell gefördert:
1. Stiftung Gerhart-Hauptmann-Haus in Düsseldorf (GHH)
2. Oberschlesisches Landesmuseum (OSLM) der Stiftung „Haus Oberschlesien“ in Ratingen
3. Museum für russlanddeutsche Kulturgeschichte (MRK) des Vereins für russlanddeutsche Kultur und Volkskunde e. V. in Detmold
4. Westpreußisches Landesmuseum (WLM) der Kulturstiftung Westpreußen in Warendorf

Weiter heißt es:

„Darüber hinaus erhalten die nordrhein-westfälischen Patenlandsmannschaften der Siebenbürger Sachsen und der Oberschlesier Zuwendungen des Landes. Ferner wird der jährliche Schülerwettbewerb ‚Begegnung mit Osteuropa‘ finanziert, der in Zusammenarbeit mit dem Ministerium für Schule und Bildung ausgeschrieben wird. Außerdem werden Projekte im Sinne des § 96 BVFG von Verbänden, Organisationen, Institutionen und Personen bezuschusst.“

### Sachsen-Anhalt
In Sachsen-Anhalt wurde 1999 eine „Richtlinie über die Gewährung von Zuwendungen für Maßnahmen und Projekte nach §§ 7 und 96 des Bundesvertriebenengesetzes durch das Land Sachsen-Anhalt“ erlassen.

## Weiteres

### Kulturelle Bildung
- Haus der Heimat e. V., Nürnberg: in der Satzung des Vereins lautet es zum Zweck: „Der Verein fördert die Pflege der Tradition und Kultur des deutschen Volkes, der Deutschen, die ihre Heimat verloren haben, und deren Nachkommen durch Vorträge, Seminare und kulturelle Veranstaltungen im Sinne der Erhaltung des deutschen Kulturgutes gemäß § 96 BVFG. Er fördert insbesondere auch die kulturell-gesellschaftliche Eingliederung von Spätaussiedlern.“[65]
- Kulturstiftung der deutschen Vertriebenen, Stuttgart
- Stiftung deutsche Kultur im östlichen Europa, Königswinter

### Wissenschaft
- Kulturwerk Schlesien, Würzburg
- Siebenbürgen-Institut, Heidelberg

### Förderung des wissenschaftlichen Nachwuchses
- Georg-Dehio-Preis